# Dollard St. Laurent
Joseph Dollard Hervé Saint-Laurent (* 12. Mai 1929 in Verdun, Québec; † 6. April 2015 in Belœil, Québec) war ein kanadischer Eishockeyspieler, der im Verlauf seiner aktiven Karriere zwischen 1947 und 1963 unter anderem 744 Spiele für die Canadiens de Montréal und Chicago Black Hawks in der National Hockey League auf der Position des Verteidigers bestritten hat. Während seiner elf Spielzeiten in der NHL gewann St. Laurent insgesamt fünfmal den Stanley Cup – davon zwischen 1953 und 1958 viermal mit den Canadiens de Montréal sowie im Jahr 1961 ein weiteres Mal mit den Chicago Black Hawks.

## Karriere
St. Laurent, der in Verdun, einem Arrondissement von Montreal geboren wurde, verbrachte seine Juniorenzeit zwischen 1947 und 1949 bei den Canadien junior de Montréal. Mit diesen spielte er zwei Jahre lang in der Ligue de hockey junior du Québec, dem Vorgänger der Ligue de hockey junior majeur du Québec. Dort schaffte es der Verteidiger am Ende der Spielzeit 1948/49 ins First All-Star Team der Liga, nachdem er in 48 Spielen 46 Scorerpunkte gesammelt hatte. Darunter befanden sich 15 Tore. Dabei hatte er im Vorjahr noch den Großteil des Spieljahres aufgrund eines Schlüsselbeinbruchs verpasst.
Zur Saison 1949/50 wechselte der Franko-Kanadier innerhalb der Stadtgrenzen in den Profibereich und gehörte den folgenden drei Spieljahren den Royaux de Montréal aus der Ligue de hockey senior du Québec, die in Kooperation mit den Canadiens de Montréal aus der National Hockey League standen, an. Mit seinen Leistungen dort machte er auch den Schwesterklub auf sich aufmerksam. So kam er im Spieljahr 1950/51 zu seinen ersten drei Einsätzen für das Team, ehe er im Folgejahr bereits 49 Spiele inklusive der Stanley-Cup-Playoffs 1952 absolvierte. Ab dem Sommer 1952 gehörte St. Laurent dann fest zum NHL-Kader der Canadiens und gewann mit ihnen in den Jahren 1953, 1956, 1957 und 1958 insgesamt viermal den Stanley Cup. Ebenso oft nahm der Abwehrspieler am NHL All-Star Game teil.
In der Folge des vierten Cup-Gewinns mit den Canadiens de Montréal wurde St. Laurent im Juni 1958 an den Ligakonkurrenten Chicago Black Hawks verkauft, der als weitere Verpflichtung im Rahmen des Transfergeschäfts ab dem Februar 1959 auch noch Norm Johnson an Montréals Farmteam Rochester Americans aus der American Hockey League bis zum Saisonende auslieh. Die Black Hawks versuchten in den folgenden Jahren eine schlagkräftige Mannschaft aufzubauen, um den ersten Stanley Cup seit 1938 nach Chicago zu holen. Dies gelang schließlich am Ende der Stanley-Cup-Playoffs 1961, als sich der Defensivspieler in seinem dritten Jahr bei den Chicago Black Hawks befand. Er ließ noch ein weiteres und letztes Jahr in der NHL folgen, ehe er im September 1962 in seine franko-kanadische Heimat zurückkehrte. Von den Black Hawks wurde er an die As de Québec aus der AHL verkauft. Dort bestritt der Linksschütze noch eine Spielzeit, ehe er seine aktive Karriere im Sommer 1963 im Alter von 34 Jahren für beendet erklärte.
Nach seinem Karriereende war St. Laurent als Kaufmann für Versicherungen und Finanzen tätig. St. Laurent verstarb im April 2015 wenige Wochen vor seinem 86. Geburtstag in seiner Wahlheimat Belœil in der Provinz Québec. Sein Gesundheitszustand hatte sich seit 2007, als er sich einer dreifachen Bypassoperation unterzogen hatte, stetig verschlechtert.

## Erfolge und Auszeichnungen
| - 1949 LHJQ First All-Star Team - 1951 LHSQ Second All-Star Team - 1953 Stanley-Cup-Gewinn mit den Canadiens de Montréal - 1953 Teilnahme am NHL All-Star Game - 1956 Stanley-Cup-Gewinn mit den Canadiens de Montréal - 1956 Teilnahme am NHL All-Star Game | - 1957 Stanley-Cup-Gewinn mit den Canadiens de Montréal - 1957 Teilnahme am NHL All-Star Game - 1958 Stanley-Cup-Gewinn mit den Canadiens de Montréal - 1958 Teilnahme am NHL All-Star Game - 1961 Stanley-Cup-Gewinn mit den Chicago Black Hawks - 1961 Teilnahme am NHL All-Star Game |

## Karrierestatistik
(Legende zur Spielerstatistik: Sp oder GP = absolvierte Spiele; T oder G = erzielte Tore; V oder A = erzielte Assists; Pkt oder Pts = erzielte Scorerpunkte; SM oder PIM = erhaltene Strafminuten; +/− = Plus/Minus-Bilanz; PP = erzielte Überzahltore; SH = erzielte Unterzahltore; GW = erzielte Siegtore; 1 Play-downs/Relegation; Kursiv: Statistik nicht vollständig)